# UCI Àfrica Tour 2013-2014
L'UCI Àfrica Tour 2013-2014 és la desena edició de l'UCI Àfrica Tour, un dels cinc circuits continentals de ciclisme de la Unió Ciclista Internacional. Està format per trenta-una proves, organitzades entre el 25 d'octubre de 2013 i el 23 de novembre de 2014 a l'Àfrica.

## Evolució del calendari

### Octubre de 2013
| Data  | Cursa                   | País         | Cat. | Vencedor            | Equip                          |
| ----- | ----------------------- | ------------ | ---- | ------------------- | ------------------------------ |
| 16-20 | Gran Premi Chantal Biya | Camerun      | 2.2  | Yves Ngue Ngock     | SNH Vélo Club                  |
| 25-3  | Tour de Faso            | Burkina Faso | 2.2  | Abdoul Aziz Nikiema | Equip nacional de Burkina Faso |

### Novembre de 2013
| Data  | Cursa                                           | País   | Cat. | Vencedor                                                              | Equip                        |
| ----- | ----------------------------------------------- | ------ | ---- | --------------------------------------------------------------------- | ---------------------------- |
| 17-24 | Tour de Ruanda                                  | Ruanda | 2.2  | Dylan Girdlestone                                                     | Equip nacional de Sud-àfrica |
| 29    | Campionat d'Àfrica de contrarellotge per equips | Egipte | CC   | Natnael Berhane · Meron Russom · Daniel Teklehaimanot · Meron Teshome | Equip nacional d'Eritrea     |

### Desembre de 2013
| Data | Cursa                                | País   | Cat. | Vencedor             | Equip                    |
| ---- | ------------------------------------ | ------ | ---- | -------------------- | ------------------------ |
| 1    | Campionat d'Àfrica de contrarellotge | Egipte | CC   | Daniel Teklehaimanot | Equip nacional d'Eritrea |
| 5    | Campionat d'Àfrica en ruta           | Egipte | CC   | Tesfom Okbamariam    | Equip nacional d'Eritrea |

### Gener de 2014
| Data  | Cursa                  | País  | Cat. | Vencedor        | Equip         |
| ----- | ---------------------- | ----- | ---- | --------------- | ------------- |
| 13-19 | Tropicale Amissa Bongo | Gabon | 2.1  | Natnael Berhane | Team Europcar |

### Febrer de 2014
| Data | Cursa                                           | País   | Cat. | Vencedor          | Equip                     |
| ---- | ----------------------------------------------- | ------ | ---- | ----------------- | ------------------------- |
| 27   | Challenge de la Marxa Verda - GP Sakia El Hamra | Marroc | 1.2  | Essaïd Abelouache | Equip nacional del Marroc |

### Març de 2014
| Data  | Cursa                                         | País    | Cat. | Vencedor               | Equip                      |
| ----- | --------------------------------------------- | ------- | ---- | ---------------------- | -------------------------- |
| 1     | Challenge de la Marxa Verda - GP Oued Eddahab | Marroc  | 1.2  | Mouhssine Lahsaini     | Equip nacional del Marroc  |
| 2     | Challenge de la Marxa Verda - GP Al Massira   | Marroc  | 1.2  | Aleksandar Aleksiev    | Brisaspor                  |
| 8     | Critèrium International d'Alger               | Algèria | 1.2  | Thomas Rabou           | OCBC Singapore Continental |
| 9-13  | Tour d'Algèria                                | Algèria | 2.2  | Mekseb Debesay         | Equip nacional d'Eritrea   |
| 9-18  | Tour del Camerun                              | Camerun | 2.2  | Dan Craven             | Bike Aid-Ride for help     |
| 14    | Gran Premi d'Orà                              | Algèria | 1.2  | Adil Barbari           | Vélo Club Sovac            |
| 16-18 | Tour de Blida                                 | Algèria | 2.2  | Amanuel Gebrezgabihier | Equip nacional d'Eritrea   |
| 19-21 | Tour de Sétif                                 | Algèria | 2.2  | Thomas Lebas           | Bridgestone Anchor         |
| 22    | Critèrium International de Sétif              | Algèria | 1.2  | Mouhssine Lahsaini     | Equip nacional del Marroc  |
| 24-27 | Tour de Constantina                           | Algèria | 2.2  | Sergey Belykh          | Team 21                    |
| 28    | Circuit d'Alger                               | Algèria | 1.2  | Azzeddine Lagab        | GS Pétroliers Algérie      |
| 29    | Critèrium International de Blida              | Algèria | 1.2  | Marco Amicabile        | Gragnano Sporting Club     |

### Abril de 2014
| Data | Cursa           | País       | Cat. | Vencedor                   | Equip       |
| ---- | --------------- | ---------- | ---- | -------------------------- | ----------- |
| 4-13 | Volta al Marroc | Marroc     | 2.2  | Julien Loubet              | GSC Blagnac |
| 6-12 | Mzanzi Tour     | Sud-àfrica | 2.2  | Jacques Janse Van Rensburg | MTN-Qhubeka |

### Maig de 2014
| Data | Cursa                                               | País   | Cat. | Vencedor           | Equip                     |
| ---- | --------------------------------------------------- | ------ | ---- | ------------------ | ------------------------- |
| 9    | Challenge del Príncep - Trophée Princier            | Marroc | 1.2  | Abdelati Saadoune  | Equip nacional del Marroc |
| 10   | Challenge del Príncep - Trophée de l'Anniversaire   | Marroc | 1.2  | Mouhssine Lahsaini | Equip nacional del Marroc |
| 12   | Challenge del Príncep - Trophée de la Maison Royale | Marroc | 1.2  | Tarik Chaoufi      | Maroc Telecom             |

### Novembre de 2014
| Data  | Cursa                   | País    | Cat. | Vencedor          | Equip                      |
| ----- | ----------------------- | ------- | ---- | ----------------- | -------------------------- |
| 6-9   | Gran Premi Chantal Biya | Camerun | 2.2  | Mekseb Debesay    | Bike Aid-Ride for help     |
| 16-23 | Tour de Ruanda          | Ruanda  | 2.2  | Valens Ndayisenga | Centre Mundial de Ciclisme |

### Proves anul·lades
| Data          | Cursa                       | País          | Cat. | Motiu |
| ------------- | --------------------------- | ------------- | ---- | ----- |
| 15 abril      | Beginning of armed struggle | Eritrea       | 1.2  |       |
| 16-17 abril   | Fenkel Northern Redsea      | Eritrea       | 2.2  |       |
| 19 abril      | Independence Day            | Eritrea       | 1.2  |       |
| 20 abril      | Martyries Day               | Eritrea       | 1.2  |       |
| 22-25 abril   | Tour d'Eritrea              | Eritrea       | 2.2  |       |
| 27 abril      | Circuit d'Asmara            | Eritrea       | 1.2  |       |
| 10-14         | Tour de la Costa d'Ivori    | Costa d'Ivori | 2.2  |       |
| 24-2 octubre  | Tour de Faso                | Burkina Faso  | 2.2  |       |
| 30-4 novembre | Cycle4Madiba Tour           | Sud-àfrica    | 2.2  |       |
| 5 desembre    | Cycle4Madiba Classic        | Sud-àfrica    | 2.2  |       |

## Classificacions
- Font: UCI Àfrica Tour

| #   | Ciclista                     | Equip                  | Pts.   |
| --- | ---------------------------- | ---------------------- | ------ |
| 1.  | Mekseb Debesay (ERI)         | Bike Aid-Ride for help | 241    |
| 2.  | Mouhssine Lahsaini (MAR)     | -                      | 219    |
| 3.  | Azzedine Lagab (ALG)         | GS Pétroliers Algérie  | 192    |
| 4.  | Essaïd Abelouache (MAR)      | -                      | 174    |
| 5.  | Salah Eddine Mraouni (MAR) * | -                      | 174    |
| 6.  | Valens Ndayisenga (RWA) *    | -                      | 159    |
| 7.  | Louis Meintjes (RSA) *       | MTN-Qhubeka            | 132,25 |
| 8.  | Luis León Sánchez (ESP)      | Caja Rural-Seguros RGA | 128    |
| 9.  | Tarik Chaoufi (MAR)          | -                      | 122    |
| 10. | Abdelati Saadoune (MAR)      | -                      | 109    |

| #   | Ciclista                        | País                | Pts.   |
| --- | ------------------------------- | ------------------- | ------ |
| 1.  | MTN-Qhubeka                     | Sud-àfrica          | 402,33 |
| 2.  | GS Pétroliers Algérie           | Algèria             | 359,67 |
| 3.  | Bike Aid-Ride for help          | Alemanya            | 272    |
| 4.  | Bridgestone Anchor Cycling Team | Japó                | 178    |
| 5.  | OCBC Singapore Continental      | Singapur            | 173    |
| 6.  | Wanty-Groupe Gobert             | Bèlgica             | 158    |
| 7.  | Vélo Club Sovac                 | Algèria             | 143,67 |
| 8.  | Caja Rural-Seguros RGA          | Espanya             | 128    |
| 9.  | Skydive Dubai                   | Emirats Àrabs Units | 118    |
| 10. | 21                              | Rússia              | 117    |

| #   | País         | Pts.   |
| --- | ------------ | ------ |
| 1.  | Marroc       | 1113   |
| 2.  | Eritrea      | 875,5  |
| 3.  | Algèria      | 739,01 |
| 4.  | Sud-àfrica   | 465,5  |
| 5.  | Ruanda       | 409    |
| 6.  | Burkina Faso | 290    |
| 7.  | Camerun      | 262    |
| 8.  | Tunísia      | 228    |
| 9.  | Namíbia      | 148,66 |
| 10. | Gabon        | 143    |

| #   | País (Sub-23) | Pts.   |
| --- | ------------- | ------ |
| 1.  | Eritrea       | 512,92 |
| 2.  | Ruanda        | 279    |
| 3.  | Marroc        | 227    |
| 4.  | Sud-àfrica    | 215,92 |
| 5.  | Algèria       | 168,67 |
| 6.  | Namíbia       | 108,33 |
| 7.  | Gabon         | 67     |
| 8.  | Tunísia       | 49     |
| 9.  | Maurici       | 18     |
| 10. | Egipte        | 17,01  |